# アトロピン
アトロピン（英: Atropine）は、ヒヨスチアミンのラセミ体であり、化学式 C17H23NO3、分子量 289.37 のアルカロイド。主にナス科の植物（チョウセンアサガオ，ヨウシュチョウセンアサガオ，ハシリドコロ，等の多く）に含まれる。CAS登録番号は 51-55-8。トロパン骨格を有し、オルニチンより生合成される。医薬品としては、徐脈性不整脈などに用いられる。

## 概要
アトロピンは、抗コリン作用を有する薬物である。具体的には、ムスカリン性アセチルコリン受容体を競合的に阻害することにより、副交感神経の作用を抑制し、胃腸管の運動抑制、心拍数の増大などの作用がある。
有機リン剤中毒の治療にも用いられ、地下鉄サリン事件では、サリンに曝露した被害者の治療にも用いられた。アメリカ軍では、神経ガスに曝露してしまった時に、アトロピンを注射することが規定されており、「各BC兵器のタイプ別の症状をイラスト化した」簡易マニュアルが配布されている。また湾岸戦争において、イラクによる化学兵器使用の危険に晒されたイスラエルは、ガスマスクと共にアトロピンの注射キットを国民に配布した。
医薬品としてはアトロピン塩酸塩として用いられる。これは無色の結晶または白色の結晶性の粉末で、匂いはない。酢酸、エタノールに極めて溶けやすく、ジエチルエーテルにほとんど溶けない。融点:188〜194℃。

## 適応
- 注射液
  - 胃・十二指腸潰瘍における分泌ならびに運動亢進
  - 胃腸の痙攣性疼痛，胆管・尿管の疝痛、痙攣性便秘
  - 迷走神経性徐脈及び迷走神経性房室ブロック、その他の徐脈・房室ブロック
  - 麻酔前投薬、電気痙攣療法の前投与
  - 有機リン剤（殺虫剤や農薬、サリン）などの副交感神経興奮剤中毒
  - 重症筋無力症の治療におけるコリン作動性クリーゼ
- 点眼液
  - 診断又は治療を目的とする散瞳と調節麻痺
  - 近視の進行抑制（低濃度アトロピン点眼薬）

## アトロピンを有する植物
アトロピンは天然ではl-ヒヨスチアミンとして存在する。他の抗コリンアルカロイド同様、主にナス科の植物に含まれる。
- ハシリドコロ
- ベラドンナ
- チョウセンアサガオ
- ヨウシュチョウセンアサガオ

などを食べると食中毒になる。

## フィクションでの使用
- 和久峻三の小説『赤かぶ検事シリーズ』の「マドンナの涙」では、アトロピンの過度の点眼でAV女優が死亡している。
- テレビドラマ『相棒Season2』第1話・第2話においてアトロピンを用いた毒殺が行われている。
- アメリカのテレビドラマ『24 -TWENTY FOUR-』では、「セントックスVX」と称された神経ガス（VXガス）がアメリカ合衆国本土に対して使われるというテロ計画がエピソードの中に存在する(Season V)。 この中で、主人公「ジャック・バウアー」が神経ガスに汚染された少女を救出した際、応急処置としてアトロピンを注射した。
- アメリカ映画『ザ・ロック』では、ニコラス・ケイジ演ずるスタンリー・グッドスピードが格闘相手をVXガスで倒した後、そのガスに曝露した自分自身を救命する為にアトロピンを注射している。
- MASTERキートン第6巻「禁断の実」では、ベラドンナの実を混ぜたジャムを客に食べさせることによって、毒の主成分であるアトロピンを用いた殺人が行なわれようとした。
- アガサ・クリスティの小説では、火曜クラブの「聖ペテロの指のあと」、ヘラクレスの冒険の「クレタ島の雄牛」、カリブ海の秘密(未遂)など多く使用されている。
- 山口譲司の漫画『村祀り』（原案協力:木口銀）では、噴霧されたVXガスを吸入した懸念から主人公の本草学者・三神が応急処置としてベラドンナの葉を食べるシーンが描写された。